# 范谊
范谊（1958年—），四川射洪人，汉族，中华人民共和国政治人物、第十一届全国人民代表大会浙江地区代表。
毕业于云南大学外文系英语语言文学专业。加入致公党。担任宁波市政协副主席。2008年起担任全国人大代表。